# 미국 국토안보위원회

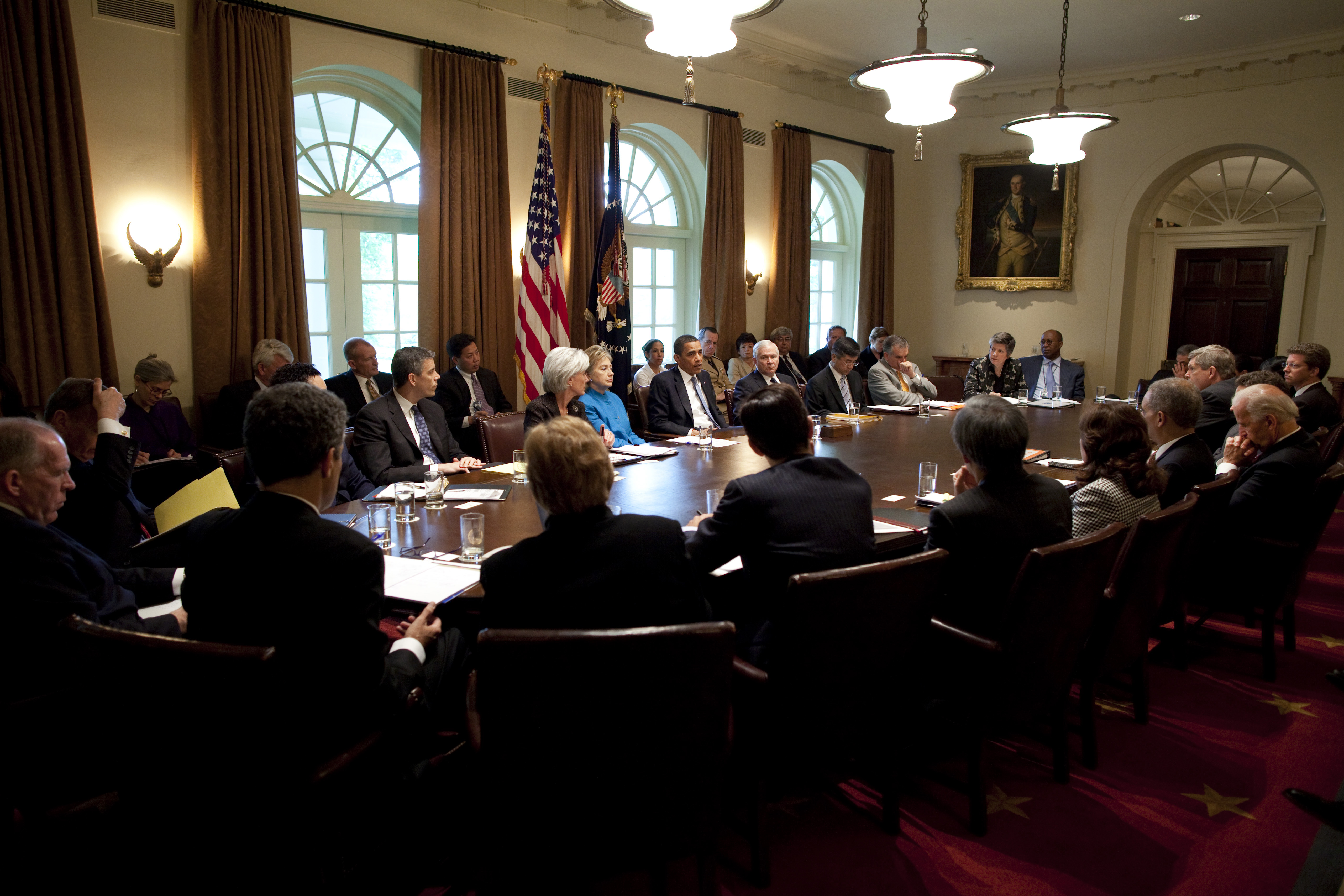

미국 국토안보위원회(영어: Homeland Security Council, HSC 또는 United States Homeland Security Council)는 미국 대통령 집무실 산하 위원회이며 대통령에게 국토 안보에 대한 조언을 담당한다. 현재 위원장은 리사 모나코이며 테러 억제 및 국토안보에 대해 조언한다.
2001년 10월 29일 설립됐으며 한 달 전인 9월에 문을 연 국토안보사무소를 계승하게 됐다. 9.11 테러 직후 대통령 직속으로 개편된 것이다. 미국 의회는 국퇀보령을 통하여 대통령 집무실 직속으로 국토안보위원회가 운영되도록 변경했다.

## 같이 보기
- 미국 국가안보보좌관
- 미국 국가안전보장회의